# Metropolie Akkra
Metropolie Akkra je eparchie Alexandrijského patriarchátu.

## Území a titul biskupa
Zahrnuje správní hranice území států Ghana, Pobřeží slonoviny, Mali a Burkina Faso.
Eparchiálnímu biskupovi náleží titul metropolita akkrský, hypertymos a exarcha Západní Afriky.

## Historie
Vznik pravoslaví v Západní Africe je spojen s příchodem řeckých emigrantů koncem 19. a začátkem 20. století. Roku 1956 existovaly na tomto území čtyři farnosti.
Dne 28. listopadu 1958 bylo na zasedání Svatého synodu Alexandrijského patriarchátu rozhodnuto o vytvoření akkrské a západoafrické metropolie. Dne 23. ledna 1959 byl vydán tomos o vytvoření. Území bylo vyděleno z metropolie Johannesburg. Roku 1963 tvořilo metropolii osm chrámů, ve kterých sloužili čtyři kněží.
V polovině 70. let sídlila v Yaoundé. Věřící tvořili převážně Řekové, ale jejich počet se postupně snižoval. Od roku 1975 v západní Africe zesílila pravoslavná misijní činnost mezi místním obyvatelstvem. Dne 28. listopadu 1994 byla metropolie Akkra přejmenována na Kamerun.
Dne 23. září 1997 byla zřízena ghanská eparchie se sídlem v Akkře. Do jejího území byly zařazeny tyto státy: Ghana, Pobřeží slonoviny, Burkina Faso, Mali, Libérie, Sierra Leone, Guinea, Guinea-Bissau, Gambie, Senegal a Kapverdy.
Dne 6. října 2009 byla eparchie povýšena na metropolii a přejmenována na Akkra.
Dne 7. října 2010 byla z části území vydělena eparchie Sierra Leone.
K roku 2011 měla 31 farností, 36 chrámů, misijní centrum, 26 kněží a 14 katechetů.

## Seznam biskupů
- 1959–1976 Eustathius (Efstafiou)
- 1976–1990 Irenaeus (Talambekos)
- 1990–1994 Petrus (Papapetrou)
- 1999–2004 Panteleimon (Labadarios)
- 2004–2010 Damasius (Papandreou)
- 2010–2012 Georg (Vladimírovi)
- 2012–2015 Savva (Himonettos)
- 2015–2019 Narkiss (Gammoh)
- 2019–2024 Petrus (Parginos)
- od 2024 Daniil (Biasis)